# Mohamed Habib Marzouki
Pour les articles homonymes, voir Marzouki.
Mohamed Habib Marzouki (arabe : محمد الحبيب المرزوقي), également appelé Abou Yaâreb Marzouki, né le 29 mars 1947 à Ferryville (actuelle Menzel Bourguiba), est un universitaire, philosophe et homme politique tunisien.
Il est membre de l'assemblée constituante de 2011.

## Biographie
Treizième d'une famille de quinze enfants, il est diplômé de la faculté des sciences humaines de Tunis en 1966 puis de l'École normale supérieure de Tunis en 1969, avec un diplôme de recherches approfondies et un doctorat en philosophie grecque et arabe. Il obtient ensuite un master en philosophie de l'université Paris-Sorbonne, un diplôme en droit de l'université Panthéon-Assas et un diplôme de philosophie allemande de Paris-Sorbonne.
Spécialiste des philosophies allemande, arabe et grecque, il enseigne la philosophie au lycée de Menzel Bourguiba et au lycée Ibn-Charaf de Tunis dans les années 1970 puis à la faculté des sciences humaines de Tunis (1980-2002, 2005-2007) et à l'université islamique internationale de Malaisie (en) (2002-2005).
Il accède à l'occasion de l'élection du 23 octobre 2011 à l'assemblée constituante comme représentant du parti islamiste Ennahdha dans la première circonscription de Tunis. Il est par la suite nommé conseiller auprès du Premier ministre, chargé de la Culture et de l'Éducation.
Lors du neuvième congrès d'Ennahdha, il qualifie le tourisme en Tunisie de prostitution clandestine, provoquant une polémique au sein du secteur. De ce fait, le syndicat du tourisme ainsi que le ministre Elyes Fakhfakh lui demande de s'excuser auprès des touristes, du ministère et des employés.
Il démissionne le 6 mars 2013 pour revenir à l'enseignement de la philosophie, tout en critiquant violemment la politique de son parti, ; il est remplacé par Warda Turki.

## Travaux
Considéré comme un islamiste moderne, il réinterprète le Coran dans ses travaux, « non pas en fonction de son passé historique mais au regard de ses possibilités de déterminer une nouvelle perspective pour l’humanité ». Il a aussi traduit de nombreux livres en langue arabe, notamment de Pierre Duhem, Gaston Bachelard ou Georg Wilhelm Friedrich Hegel.